# プーミー (犬種)

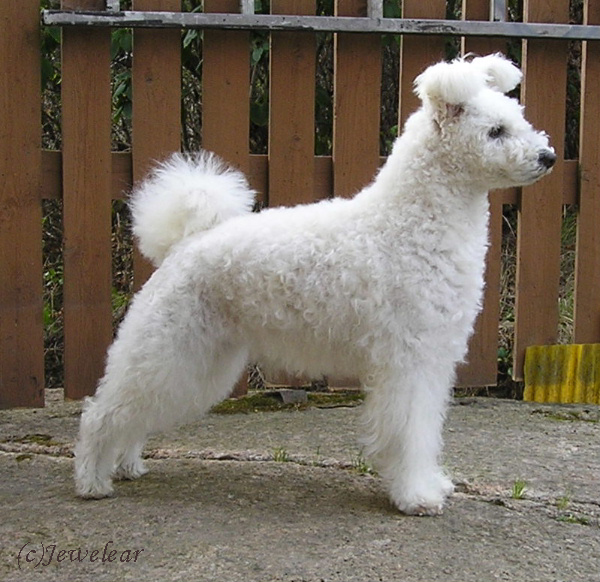
プーミー

プーミー（英語: Pumi）/ プミ（ハンガリー語: pumi）とは、ハンガリー原産の牧羊犬種である。なお、モップ犬の異名を持つプーリーはこれとは別の犬種である。

## 歴史
17世紀頃にプリ、ブリアール、ジャーマン・スピッツ（ジャーマン・ウルフスピッツ）が自然に混血したものから改良を重ねて犬種化させたものである。また、作出過程で俊敏さと賢さを増させるために若干テリアタイプの犬の血も加えられた。
原産国では今でも牧羊犬として使役されているが、変わった外見のためにヨーロッパ各国へ輸出されてペットやショードッグとしても飼われるようになった。FCI（国際畜犬連盟）には1966年に独立犬種として公認された。
しかしプーミーは犬種名がよく似たプーリーという犬と混同される事が未だに多く、あまり爆発的な人気は起こっていない。プーリーはプーミーの先祖に当たるが、外見やステータスは全く異なっている。

## 特徴

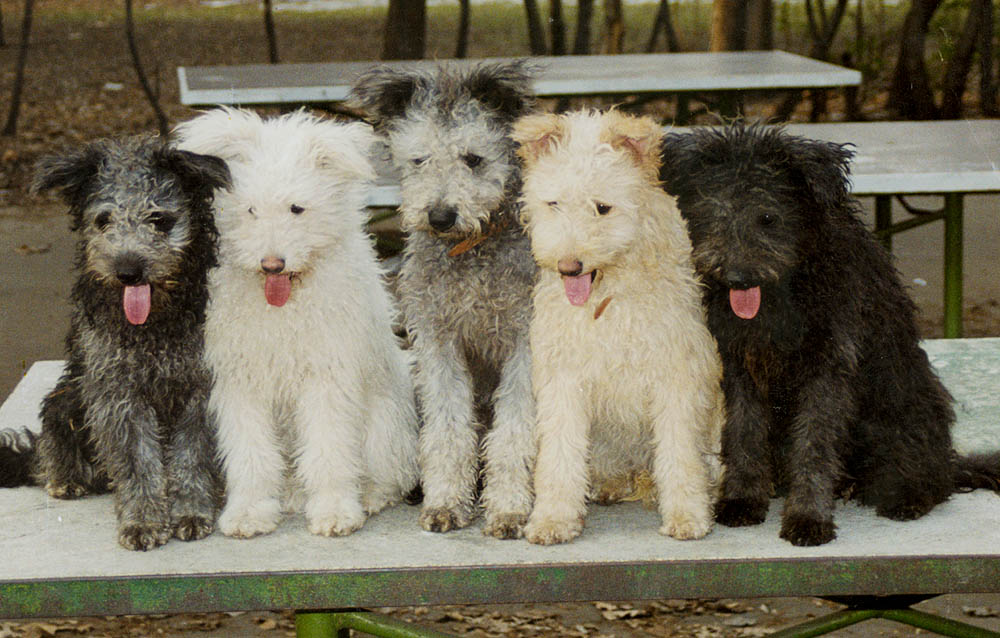
いろとりどりのプーミー

体中の被毛がプードルのようにカールしている。その様子を見てコードをかじって感電した犬という愛好家もいる。コートは厚く剛毛で、毛色はホワイトやブラック、ウイートンなどさまざまな毛色がある。耳は半垂れ耳で、尾は巻き尾。脚はやや長い。もともと牧羊犬であったため、身体能力が高く運動量も多い。
性格は気が強く、見知らない客や犬に対しては警戒心が強いが、好奇心旺盛で遊ぶ事が大好きなので、見知らぬ人とでも長時間遊んだり、興味心がわくとすぐに心を開いて近寄っていくという一面もある。
なお日本では登録頭数が毎年少なく、未登録の年も少なくない。

## ステータス
- 体高　33〜48cm
- 体重　10〜15kg
- 価格　輸入のみ

## 参考
- 『デズモンド・モリスの犬種事典』（誠文堂新光社）デズモンド・モリス著書、福山英也、大木卓訳 誠文堂新光社、2007年
- 『犬のカタログ2004』（学研）中島眞理 監督･写真
- 『日本と世界の愛犬図鑑2007』（辰巳出版）佐草一優監修